# الرزوة (ذمار)
الرزوة هي إحدى قرى الجمهورية اليمنية. وهي تتبع جغرافيًا لمحافظة ذمار. وإداريًا لمديرية ضوران انس. يبلغ تعداد سكانها 1245 نسمة حسب الإحصاء الذي جرى عام 2004.